# Kai-Fu Lee
Kai-Fu Lee   (districte de Zhonghe, 3 de desembre de 1961) és un empresari, científic informàtic i inversor taiwanès establert a Pequín.
Va destacar com a directiu a Apple, Silicon Graphics, Microsoft i Google. A Microsoft va fundar Microsoft Research Asia, un dels centres de recerca en informàtica més prestigiosos. Entre 2005 i 2009 va ser president de Google Xina, impulsant l’expansió de la companyia al país.
El 2009 va fundar Sinovation Ventures, firma de capital risc centrada en start-ups tecnològiques xineses, especialment en intel·ligència artificial i internet. El 2023 va crear 01.AI, una empresa dedicada al desenvolupament de models de llenguatge per al mercat xinès, com el model Yi-34B.
És autor de diversos llibres sobre tecnologia i educació, entre ells AI Superpowers (2018), on analitza la competència entre la Xina i els EUA en el camp de la intel·ligència artificial. Va ser reconegut per Time 100, distingit per l’IEEE com a membre destacat, i va presidir el Consell Global d’IA del Fòrum Econòmic Mundial.
Naturalitzat als EUA, va renunciar a la ciutadania nord-americana el 2011 per tornar als seus orígens. Va ser diagnosticat amb limfoma el 2013, fet que el va portar a replantejar-se la seva relació amb la feina i la vida personal.